# Ostrów (powiat łowicki)
Ostrów – wieś w Polsce położona w województwie łódzkim, w powiecie łowickim, w gminie Łowicz.
W latach 1975–1998 miejscowość należała administracyjnie do województwa skierniewickiego.